# Andre Riddick
Andre Riddick (ur. 1 lutego 1973 w Nowym Jorku) – amerykański koszykarz, występujący na pozycjach silnego skrzydłowego oraz środkowego.
W 1991 został zaliczony do IV składu Parade All-American amerykańskich szkół średnich.

## Osiągnięcia
Na podstawie, o ile nie zaznaczono inaczej.
NCAA
- Uczestnik rozgrywek:
  - NCAA Final Four (1993)
  - Elite 8 turnieju NCAA (1992, 1993, 1995)
  - turnieju NCAA (1992–1995)
- Mistrz:
  - turnieju konferencji Southeastern (SEC – 1992–1995)
  - sezonu regularnego SEC (1995)
- Zaliczony do I składu turnieju SEC (1993)
- Lider SEC w blokach (1994 – 2,4)

Drużynowe
- Mistrz:
  - Wenezueli (1999)
  - Belgii (2003, 2004, 2008, 2009, 2010, 2011)
- Wicemistrz Belgii (2012)
- Zdobywca:
  - Pucharu Belgii (2003, 2009)
  - Superpucharu Belgii (2002, 2010)
- Finalista:
  - Pucharu Belgii (2005, 2006, 2008, 2010)
  - Superpucharu Belgii (2003, 2004, 2009, 2011)
- 3. miejsce w mistrzostwach Belgii (2007, 2013)
- Uczestnik rozgrywek międzynarodowych:
  - Euroligi (2010–2012)
  - Eurocup (2007–2010, 2012/2013)
  - FIBA EuroCup (2006/2007)
  - Pucharu Koracia (2001/2002)

Indywidualne
- MVP ligi belgijskiej (2004)
- Zaliczony do I składu defensywnego ligi wenezuelskiej (2000)
- Uczestnik meczu gwiazd ligi:
  - wenezuelskiej (2000)
  - francuskiej LNB Pro A (2001, 2002)
- Lider w blokach:
  - Eurocupu (2003, 2005)
  - ligi:
    - francuskiej Pro A (2001, 2002)
    - belgijskiej (2007, 2010, 2013)